# Domingos Lam Ka-Tseung

Domingos Lam Ka-Tseung (chinesisch 林家駿, Pinyin Lín Jiājùn) (* 9. April 1928 in Hongkong; † 27. Juli 2009 in Macau) war römisch-katholischer Bischof von Macau. Er war der erste chinesischstämmige Bischof der Diözese.

## Leben
Domingos Lam Ka-Tseung studierte am Priesterseminar St. Joseph und am Instituto Salesiano de Macau der Salesianer Don Boscos. Er empfing am 27. Dezember 1953 die Priesterweihe für das Bistum Macau. Er war Priester in Taipa und wurde 1959 Rektor der Schule „Escola Dom Joao Paulino“. 1962 wechselte er in die Mission nach Singapur, 1973 kehrte er nach Macau zurück. 1978 wurde er zum Generalvikar des Bistums Macau ernannt.
Papst Johannes Paul II. ernannte ihn 1987 zum Koadjutorbischof von Macau. Die Bischofsweihe spendete ihm am 8. September 1987 sein Amtsvorgänger Arquimínio Rodrigues da Costa; Mitkonsekratoren waren Bischof James Chan Soon Cheong und der Erzbischof und spätere Kardinal John Baptist Wu Cheng-chung. Sein Wahlspruch lautete: Sinceridade justiça paz. 1988 erfolgte nach dem Rücktritt von Arquimínio Rodrigues da Costa, dem letzten portugiesischen Bischof in diesem Amt, die Ernennung zum 22. Bischof von Macau.
1996 gründete er zusammen mit der Katholischen Universität Portugal und dem Bistum das Macau Inter-University Institute, eine private Universität. Er war Mitglied des „Macau Basic Law Drafting Committee“. 2002 erhielt er die „Honourable Medal of Golden Lotus Flower by the Macau SAR Government“.
2003 wurde von Papst Johannes Paul II. seinem altersbedingten Rücktrittsgesuch stattgegeben.